# Garfield (strip)
Garfield is een gagstrip gecreëerd door Jim Davis. De hoofdrolspelers zijn de gelijknamige kat, zijn baasje Jon Arbuckle, de hond Odie en de vriendin van Jon, Liz. In Nederland verscheen van 29 november 1980 tot 28 januari 2021 de strip dagelijks in De Telegraaf en in Vlaanderen in De Standaard en Het Nieuwsblad. De strip bestaat uit drie plaatjes en de zondagstrip is meestal zes of zeven plaatjes in drie regels.
Garfield is een wereldwijd bekende strip en staat in het Guinness Book of Records als meest verspreide strip ter wereld. Het succes leidde tot de creatie van een televisieserie, verschillende animatiespecials, een reeks videospellen, twee live-action films en een hoop merchandising.

## Geschiedenis

### Schepping

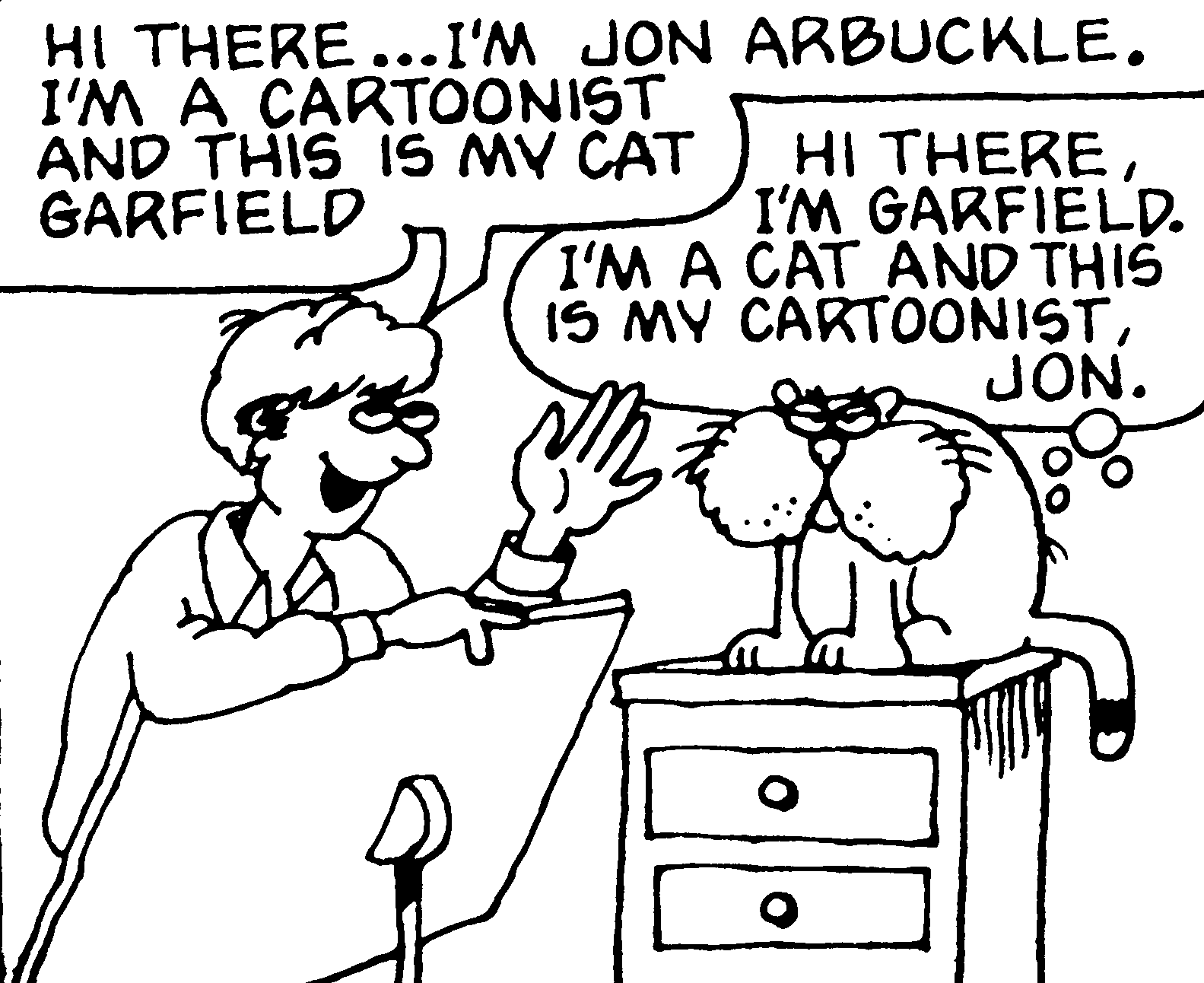
Garfields eerste verschijning in de strip Jon, 8 januari 1976

Toen striptekenaar Jim Davis graag een strip wilde verkopen aan een landelijke stripmagnaat probeerde hij eerst uit te zoeken wat voor soort strips aansloegen bij het grote publiek. Dit omdat zijn vorige strip, Gnorm Gnat, niet goed genoeg was voor landelijke verspreiding.
Het viel Jim Davis op dat er geen strips waren met katten in de hoofdrol. Jim begon hierop met het maken van schetsen van katten gebaseerd op herinneringen aan zijn jeugd op de boerderij. De schets die hem het meest aansprak was die van een enorm dikke kat die hij bij het tekenen de naam Garfield had gegeven (vernoemd naar zijn opa James Garfield Davis die op zijn beurt weer is vernoemd naar James Garfield, de 20e president van de V.S).

### Wereldwijde verspreiding
De strip verscheen voor het eerst op 19 juni 1978. Om deze reden wordt 19 juni ook beschouwd als Garfields verjaardag. De strips op 19 juni gaan altijd over Garfield die zijn verjaardag viert. Destijds verscheen de strip in 41 Amerikaanse kranten in onder andere Boston, Dallas en Chicago.
Garfields populariteit steeg snel, zelfs voorbij de grenzen van de Verenigde Staten. Tegenwoordig is Garfield wereldwijd bekend en verschijnt de strip in meer dan 2000 kranten.

### Garfield verandert
Garfields uiterlijk en gedrag zijn flink veranderd sinds de eerste strip. Oorspronkelijk was hij zeer dik met blubberige wangen en smalle ronde ogen. Later werd hij magerder in omvang en zijn ogen vergroot. In 1981 begon Garfield rechtop te lopen, maar zijn achterpoten waren toen nog niet buitengewoon groot zoals nu. In 1983 verscheen Garfield voor het eerst zoals we hem nu nog kennen: met grote ovale ogen en rechtop lopend op relatief grote achterpoten.

## De strip

### Humor
De strip maakt vooral grappen over huisdieren, hun eigenaren en hoe huisdieren eigenlijk de baas zijn in huis. Garfield worstelt verder ook met menselijke problemen zoals diëten, een hekel aan maandagen en verveling.
Toen Garfield begon te veranderen qua uiterlijk veranderde ook de humor in de strips. Garfield begon nu bijvoorbeeld grappen te maken over Jons stompzinnigheid en het feit dat hij nooit een afspraakje kan krijgen. Hierdoor kreeg de strip meer een sitcomachtig uiterlijk. Sommige fans vonden dat de kwaliteit van de grappen hierdoor wat achteruit ging.
Jim Davis nam zich sinds de mislukking van zijn vorige strip, Gnorm Gnat, voor om alle lezers te betrekken bij Garfield door de grappen wijd en de humor algemeen en voor iedereen begrijpelijk te houden. Als gevolg hiervan vermijdt de strip sociale of politieke grappen. In de beginjaren van de strip kwamen nog wel een paar grappen voor over onderwerpen als inflatie en vakbonden. Ook rookte Jon in deze eerste strips nog regelmatig pijp en las een vrijgezellenblad.
De karakters en situaties in Garfieldstrips zijn onveranderd gebleven gedurende de laatste paar jaar. Hoewel Garfield elk jaar zijn verjaardag viert, worden de personages lichamelijk niet ouder.

### Communicatie tussen de personages
Garfield begrijpt alles wat mensen zoals zijn baasje Jon zeggen, maar kan zelf niet praten. Zijn tekst, en die van andere dieren, staat altijd in denkballonnetjes. Hoewel Jon Garfield niet kan verstaan heeft hij (naar zijn gezichtsuitdrukkingen te oordelen) wel in de gaten wanneer Garfield kritiek op hem heeft.
Odie begrijpt ook wat Jon zegt en kan ook Garfield verstaan, maar hij kan niet terugpraten behalve dan door te blaffen. Met andere dieren (zoals Nermal, Arlene, spinnen en muizen) kan Garfield wel een gesprek voeren.
Garfield is blijkbaar ook in staat te schrijven aangezien hij al een aantal maal brieven heeft getypt en geschreven die Jon ook kon lezen en begreep. Dit gebeurt echter maar zelden.

### Algemeen
Zoals vele strips wordt Garfield niet specifiek getekend en geschreven door zijn bedenker Jim Davis. Jim Davis' bedrijf, Paws Inc., heeft een aantal striptekenaars en schrijvers in dienst die het meeste werk doen wat betreft het maken van de strip, terwijl Jim Davis zelf de eindversie keurt en ondertekent.
Op 7 juni 1999 begonnen kranten de Garfieldstrips in kleur af te drukken.
Voor zijn werk in de strips kreeg Jim Davis in 1981 en 1985 de "National Cartoonists Society Humor Strip Award". In 1989 kreeg hij de "Reuben Award".

## De personages

### Garfield
Een bolle oranje kat met zwarte strepen op zijn rug. Hij doet eigenlijk niets liever dan eten en slapen en tussendoor Odie pesten. Hij beschouwt zichzelf als superieur aan mensen en honden. Zijn lievelingseten is lasagne en pizza, maar hij eet ook graag vogels, goudvissen en de varens van zijn baas Jon. Garfield is ook enorm verslaafd aan koffie, vooral 's ochtends is hij erg humeurig vóór zijn  eerste kopje. Hij heeft een hekel aan maandagen, diëten, rozijnen, spinnen en opstaan (al dan niet met behulp van wekkers). In tegenstelling tot andere katten haat Garfield het jagen op muizen. Sterker nog, hij is zelfs vrienden met sommige. Hij valt wel altijd pizzabezorgers aan, die hij vanaf een paar huizen verderop kan horen aankomen. Hij heeft ook een onweerstaanbare drang om in bomen te klimmen, ondanks dat hij weet dat hij er niet zelf meer uit kan komen. In latere Garfield strips wordt Garfields verleden onthuld. Hij is geboren in de keuken van Mamma Leoni's Italiaanse restaurant. Dat is ook de reden dat Italiaans eten tot zijn favoriete voedsel behoort. Hij at zoveel dat de restaurant eigenaar twee keuzes had: Garfield wegdoen, of zijn restaurant failliet zien gaan. Hij verkocht Garfield aan een dierenwinkel waar hij gekocht werd door Jon.

### Jon
De eigenaar van Garfield en Odie. Naast de vele problemen met Garfield heeft hij ook pech met de vrouwen. In veel strips probeert hij een afspraakje te regelen, maar zonder succes. Zijn hobby's zijn onder andere accordeon spelen en proberen een afspraakje te regelen. Net als Jim Davis is Jon geboren en opgegroeid op een boerderij. In de oudere Garfieldstrips was Jon een striptekenaar; dit werd nogmaals bevestigd in de strip op 2 mei 2010. Zijn volledige naam is Jonathan Q. Arbuckle; dit werd bekendgemaakt in de strip van 6 december 2001. Zijn verjaardag is op 28 juli; dit werd bekendgemaakt in de strip uit 2001 van die datum. Oorspronkelijk zou de strip geheel om Jon draaien met Garfield slechts in een bijrol. Jim Davis besefte al snel dat Garfield telkens de grappige opmerkingen maakte en veel meer geschikt was als ster van de strip.

### Odie
Een beagle en Jons tweede huisdier. Odie is vooral bekend om zijn grote oren, zijn enorme tong en zijn domheid. Hij kwijlt bijna altijd en is altijd vrolijk. Hij is constant het slachtoffer van Garfields grappen (zoals van de tafel geschopt worden). Odie is het enige personage dat bijna nooit wat zegt of denkt. Volgens de officiële website van Garfield kostte het Odie 3 jaar om te leren ademen. Zijn IQ is zo laag dat je het moet opgraven. Odie verscheen voor het eerst in de strip op 8 augustus 1978. Hij was toen de hond van Lyman. Toen Lyman in 1983 uit de strip verdween werd Odie Jons hond. In het boek Garfield & His Nine Lives werd Odies oorsprong veranderd naar dat Jon hem samen met Garfield kocht in dezelfde dierenwinkel. Odies naam is afkomstig uit een reclame die Jim Davis maakte voor een autogarage. In deze reclame kwam een zekere "Odie, de dorpsgek" voor. Jim Davis vond de naam wel passend voor Lymans hond, dus kreeg die ook de naam Odie. In het begin had Odie zwarte oren, maar nadat Jim Davis te horen kreeg dat Odie op deze manier erg leek op “Snoopy” werd de kleur veranderd in bruin. In de films van Garfield werd Odie echter gespeeld door een teckel.

## Locaties
Veruit de meeste Garfield strips spelen zich af op de grond of op de tafel in Jons huis. Wanneer Garfield een keer een andere locatie opzoekt doet hij dat meestal op maandag, en spelen alle strips van die week zich op die locatie af. Veel gebruikte locaties zijn:
- De stoel voor de tv: Garfields favoriete locatie, op zijn bed na.
- De schutting: op deze schutting in een steegje vlak bij Jons huis geeft Garfield vaak optredens die bestaan uit zingen of tapdansen, soms geholpen door Odie of poppen. Hoewel zijn publiek nooit tevreden is (ze gooien altijd met fruit, groenten en andere spullen naar Garfield) blijft Garfield doorgaan.
- De tuin: hier heeft Garfield confrontaties met andere karakters zoals honden (veel valser dan Odie, maar gelukkig voor Garfield bijna altijd aan de ketting), vogels, wormen en zelfs bloemen.
- De Arbuckle-boerderij: de boerderij van Jons ouders en de plek waar hij is opgegroeid. Alles op deze boerderij is hopeloos ouderwets (zelfs een simpele wasmachine bezorgt de bewoners nog uren kijkplezier). Garfield haat de bezoekjes aan de boerderij. Zijn favoriete activiteiten op de boerderij zijn eten en vertrekken.
- De dierenartskliniek: de werkplek van Dr. Liz.
- De vensterbank: Garfield vindt het heerlijk om op de vensterbank te zitten of liggen. Alleen raakte hij vroeger vaak bekneld in het rolgordijn voor het raam. Een keer, in een verhaal verspreid over de strips van twee weken (inclusief de extra lange zondagstrip), kwamen Garfield, Jon, Odie, twee vreemdelingen en zelfs een straatlantaarn (Odie moest nodig) allemaal vast te zitten in het rolgordijn totdat de brandweer ze vrij knipte. Sindsdien heeft Jon de rolgordijnen vervangen door luxaflex waar Garfield ook in bekneld weet te raken.
- De boom: om een of andere reden kan Garfield het niet laten om in bomen te klimmen (een oud instinct). Gevolg is dat hij vaak vast komt te zitten boven in een boom totdat de brandweer of Jon hem eruit haalt, of hij op een andere manier weer beneden belandt. Een keer kwam Jon ook vast te zitten in de boom tijdens een poging Garfield te redden. In het begin lag Garfield gewoon op een tak maar tegenwoordig hangt hij eraan. In de nieuwste Garfield strips praat de boom zelfs tegen Garfield en probeert hem ertoe te verleiden weer omhoog te klimmen.
- Irma's eetcafé: Garfield en Jons vaste eetcafé. Het eten is er alleen lang niet altijd even goed (zeg maar gerust slecht) en het management van de eigenaresse laat ook vaak te wensen over.
- Vakanties: worden ook vaak door Jon en Garfield genomen. In het begin probeerde Jon vaak alleen op vakantie te gaan, maar Garfield wist altijd als verstekeling mee te reizen. Daarom heeft Jon het maar opgegeven en mag Garfield nu gewoon mee.
- De telefoon op de tafel: dit is waar Jon altijd wanhopig probeert een afspraakje te regelen, met commentaar van Garfield.
- Winkels en supermarkten: staan centraal als Jon en Garfield boodschappen doen.
- De tweedehands autogarage: de strips op deze locatie zijn vaak een parodie op de autoverkoopbusiness. Jon wordt altijd opgelicht door de gladde verkoper, terwijl Garfield al lang doorheeft dat er iets niet klopt. Soortgelijke locaties zijn de tweedehands koelkastwinkel en de tweedehands kerstbomenwinkel.
- Het park: Jon en Garfield komen vaak in het park. Zogenaamd voor een wandeling, maar in werkelijkheid omdat Jon hoopt hier het meisje van zijn dromen te ontmoeten.
- De badkamer: Hier vangt Garfield meestal de spinnen door die vaak met een krant plat te slaan.

## Thema’s en verhaallijnen
In de strips komen regelmatig langere verhaallijnen voor die worden opgebouwd uit de losse strips van een aantal weken. De zondagstrips staan over het algemeen los van deze verhaallijnen, maar er zijn uitzonderingen op deze regel. In deze verhaallijnen bezoekt Garfield vaak een andere locatie dan Jons huis, of staat een bijpersonage centraal zoals Nermal, Arlene, de postbode, de wekker en de pratende weegschaal.
De grappen in de strips zijn seizoensgebonden. In de maanden januari en februari ligt de nadruk vaak op grappen over sneeuw en winter, en in de zomermaanden om hitte, vakanties en het strand. In december draaien de strips bijna altijd om de voorbereidingen voor Kerstmis en vooral de bijbehorende cadeaus onder de kerstboom. In de week voorafgaand aan 19 juni focust de strip zich op Garfield die zich voorbereidt op zijn verjaardag en worstelt met zijn angst om ouder te worden. Voor Garfields 25e verjaardag tekende Jim Davis een aantal strips waarin de oude Garfield en de nieuwe elkaar tegenkomen. Af en toe wordt in de strip ook Halloween gevierd.
Meer unieke thema's zijn “Garfield's Believe It or Don't”, “Garfield's Law”, “Garfield's History of Cats” waarin de geschiedenis van de wereld en de wetenschap worden bekeken door de ogen van Garfield. Een andere verhaallijn die zeker in oudere Garfield strips veel werd gebruikt is een waarin Garfield verdwaalt en de weg naar huis probeert terug te vinden. Een van deze verhaallijnen liep zelfs meer dan een maand. In deze verhaallijn loopt Garfield weg nadat Jon hem vraagt de krant te gaan halen. Jon stuurt Odie achter Garfield aan, maar beseft al snel zijn fout (Odie is niet erg slim en verdwaalt ook). Jon vereenzaamt en plaatst advertenties in de krant, maar zonder succes. Na een reeks gebeurtenissen waarbij Odie tijdelijk wordt gevonden door een meisje en hij samen met Garfield in een circus belandt, vindt Jon ze terug in een dierenwinkel.
Een wat controversiële verhaallijn van een week begon op 23 oktober 1989. Deze reeks was in tegenstelling tot andere Garfield strips niet bedoeld als humor. Het focust op Garfield die wakker wordt in een toekomst waar zijn huis is verlaten en hijzelf niet langer bestaat. Uiteindelijk lijkt dit alles een droom te zijn, maar zeker is dit niet daar aangegeven wordt dat Garfield enkel door ontkenning aan deze situatie kan ontkomen. Deze verhaallijn heeft nadien bij veel fans tot de theorie geleid dat Garfield dood aan het gaan was in een verlaten huis of mogelijk zelfs al gestorven is, en dat alle strips van na deze datum zich slechts afspelen in Garfields fantasie daar hij zo zich af probeert te zonderen van de duistere wending die zijn leven heeft genomen. Jim Davis ontkende deze geruchten en gaf de volgende reden voor de verhaallijn:
"During a writing session for week, I got the idea for this decidedly different series of strips. I wanted to scare people. And what do people fear? Why, being alone of course. We carried out the concept to its logical conclusion and got a lot of responses from readers."
Deze verhaallijn vertoont gelijkenissen aan het filmpje Valse Triste uit Allegro non troppo, waarin een spookkat de ruïnes bezoekt van het huis waar hij ooit woonde.

## Guinness Book of Records
In 2002 kreeg Garfield als strip een plaats in het Guinness Book of Records als "meest verspreide strip ter wereld" (Engels: most syndicated comic strip). Daarvoor was Peanuts houder van dit record. Volgens het Guinness Book of Records:
- verschijnt de Garfield strip vandaag de dag in 2570 kranten wereldwijd.
- wordt de strip gepubliceerd in 111 landen.
- wordt de strip dagelijks door ongeveer 263 miljoen mensen gelezen.

## Kritiek
Ondanks de grote populariteit van de strip is Garfield ook geregeld het onderwerp van negatieve kritiek. Zoals veel strips wordt Garfield niet langer uitsluitend getekend en geschreven door zijn bedenker. Jim Davis maakt nog wel ruwe schetsen voor de strip, maar assistenten maken het af.
Ook heeft de strip de afgelopen paar jaar bijna geen karakterontwikkeling ondergaan, en vrijwel steeds dezelfde verhaallijnen gebruikt. Jim Davis kreeg dit blijkbaar zelf in de gaten, en veranderde onder andere de relatie tussen Liz en Jon om zo een andere weg in te slaan.

## Garfield 1978 – heden
Een paar hoogtepunten uit de geschiedenis van Garfield:
| 1978 | De eerste Garfieldstrip verschijnt in 41 Amerikaanse kranten. |
| 1979 | Garfields populariteit stijgt. De strip verschijnt nu in 100 kranten. |
| 1980 | Garfields eerste stripboek getiteld Garfield at Large verschijnt en wordt nummer 1 op de hitlijst van de New York Times.                                                     |
| 1981 | Drie nieuwe Garfield-boeken verschijnen op de hitlijst van de New York Times. Paws Inc wordt opgericht.                                                                      |
| 1982 | De Garfieldstrip verschijnt inmiddels in 1000 kranten. De tv-special Here Comes Garfield komt uit en wint een Emmy Award.                                                    |
| 1983 | De Garfieldstrip verschijnt nu in 1400 kranten in 22 landen en wordt vertaald in 7 verschillende talen.                                                                      |
| 1984 | Garfield en Jim Davis doen mee in een reclame voor American Express. |
| 1985 | De tv-special Garfield in the Rough wint een Emmy Award voor beste animatieprogramma.                                                                                        |
| 1986 | De Garfieldstrip verschijnt in 1800 kranten en behaalt daarmee de titel snelst groeiende strip ooit. De televisiespecial Garfield's Halloween Adventure wint een Emmy Award. |
| 1987 | De Garfieldstrip wordt de derde strip ooit die in 2000 kranten verschijnt.                                                                                                   |
| 1988 | De televisieserie Garfield and Friends wordt voor het eerst uitgezonden. |
| 1989 | De Garfield-tv-special Garfield's Babes and Bullets wint een Emmy Award. |
| 1990 | Garfield verschijnt op de Orange Bowl Parade. |
| 1991 | De eerste muziek-cd van Garfield getiteld Am I Cool or What? verschijnt. |
| 1992 | Garfield start campagne om drasland te redden. |
| 1993 | De Garfieldstrip verschijnt in 2400 kranten. |
| 1994 | Garfield dient als hoofdfiguur in een campagne om lezen te promoten. |
| 1995 | De Garfieldstrip verschijnt in 2500 kranten. De televisieserie stopt na 7 seizoenen.                                                                                         |
| 1996 | De officiële website van Garfield, www.garfield.com, gaat online. Garfield en Jim Davis zijn de "Grand Marshals" voor de Indianapolis 500.                                   |
| 1997 | Garfield wordt hoofdfiguur in een alfabetiseringsgraad-promotie. |
| 1998 | Garfields twintigste verjaardag wordt gevierd in het International Museum of Cartoon Art (Internationale museum van stripkunst).                                             |
| 1999 | Garfield dient als hoofdfiguur in de campagne Sleep Well, Do Well. |
| 2000 | De attractieparken Kennywood en Lake Compounce baseren attracties op Garfield.                                                                                               |
| 2001 | Garfield-strips worden beschikbaar voor mobiele telefoons. |
| 2002 | Garfield neemt de plaats in van Peanuts in het Guinness Book of Records als meest gelezen strip ter wereld.                                                                  |
| 2003 | Garfields 25e verjaardag. Het eerste Garfield-kookboek verschijnt. |
| 2004 | De live action-film Garfield the movie verschijnt in de bioscopen. |
| 2006 | De tweede live-action-film Garfield: A Tail of Two Kitties verschijnt in de bioscopen.                                                                                       |
| 2007 | De computeranimatiefilm Garfield Gets Real komt uit. |
| 2008 | Een tweede animatieserie, The Garfield Show, gaat in première. |

## Garfield-marketing en producten
Vanwege de grote populariteit van de strips bestaat er een grote merchandising van Garfield. Garfield staat afgebeeld op vele producten. In Noord-Amerika zijn zelfs al winkels geheel gespecialiseerd in Garfield-producten.

### Boeken
De bekendste Garfield-boeken zijn die uit de compilations-reeks. Deze boeken worden in principe twee keer per jaar uitgebracht door Ballantine Books. Ze bevatten herdrukken van de strips die al eerder in de krant verschenen. Deze boeken werden oorspronkelijk in zwart-wit afgedrukt, maar de huidige exemplaren zijn in kleur. Elk boek bevat de strips die de zes maanden ervoor in de kranten stonden, inclusief de extra grote zondagstrips.
De titels van deze boeken waren bedoeld als "dubbele betekenis", en een verwijzing naar Garfields gewicht. Deze boeken introduceerden het "Garfield-formaat" voor publicaties; ze zijn extra breed om aan te sluiten bij de dimensies van de strip.
Elk boek wordt ook nog een keer heruitgebracht in de Garfield Classics-reeks. formaat. Deze zijn alleen als paperback verkrijgbaar.
In Europa worden de Garfield-strips vooral uitgegeven in pocketformaat. Hierin zijn de strips verticaal afgedrukt.
Naast de krantenstrips bestaan er ook Garfield boeken met daarin stripversies van de tv-specials. Deze op de specials gebaseerde strips werden in 2004 en 2005 gebundeld in boeken met steeds drie strips erin.
- Garfield as Himself (2004)
  - Here Comes Garfield (1982)
  - Garfield on the Town (1983)
  - Garfield Gets a Life (1991)
- Garfield Holiday Celebrations (2004)
  - Garfield in Disguise (Halloween special) (1985)
  - Garfield’s Thanksgiving (1988)
  - A Garfield Christmas (1987)
  - Season's Eatings (2003)
- Garfield Travel Adventures (2005)
  - Garfield in the Rough (1984)
  - Garfield in Paradise (1986)
  - Garfield Goes to Hollywood (1988)

Niet alle Garfield boeken bevatten strips. Er bestaan ook leesboeken over Garfield. Tussen 1997 en 1999 verschenen in Amerika een reeks boeken over Garfield als een superheld en aanvoerder van een team genaamd Pet Force.

### Garfield op tv
In 1982 werd de strip omgezet tot tekenfilmspecial getiteld "Here Comes Garfield" ('Hier komt Garfield'). Acteur Lorenzo Music deed hierin de stem van Garfield. Er werden twaalf van deze tv-specials gemaakt, waarvan sommigen een Emmy Award wonnen. Een overzicht:
- Here Comes Garfield (tekenfilmspecial) 1982
- Garfield on the Town (tekenfilmspecial) 1983
- Garfield in the Rough (tekenfilmspecial) 1984
- Garfield's Halloween Adventure (tekenfilmspecial) 1985
- Garfield in Paradise (tekenfilmspecial) 1986
- A Garfield Christmas (tekenfilmspecial) 1987
- Garfield Goes Hollywood (tekenfilmspecial) 1987
- Garfield: His 9 Lives (tekenfilmspecial) 1988
- Garfield and Friends (tekenfilmserie) 1988–1995
- Garfield's Babes and Bullets (tekenfilmspecial) 1989
- Garfield's Thanksgiving (tekenfilmspecial) 1989
- Garfield's Feline Fantasies (tekenfilmspecial) 1990
- Garfield Gets a Life (tekenfilmspecial) 1991

In 1988 verscheen er een tekenfilmserie over Garfield getiteld "Garfield and Friends", die tot 1995 liep. In 2008 volgde een tweede animatieserie, The Garfield Show.

### Videospellen
Garfield is de hoofdfiguur in veel videospellen. Het eerste was een nooit uitgebracht prototype voor de Atari 2600. Tot nu toe zijn de volgende spellen van Garfield verschenen:
1. Garfield (1984) prototype voor Atari 2600[2]
2. Create With Garfield (1985) voor Apple II en Commodore 64[3]
3. Garfield: Big Fat Hairy Deal (1987) voor ZX Spectrum, Atari ST en Commodore 64
4. Garfield: A Winter’s Tail (1989) voor Atari ST, Amiga, ZX Spectrum en Commodore 64
5. Garfield no Isshukan (A Week of Garfield) (1989) voor de Famicom
6. Garfield Labyrinth voor Nintendo Game Boy
7. Garfield: Caught in the Act (1995), voor Genesis, Sega Game Gear en PC
8. Garfield’s Mad About Cats (2001), voor PC
9. Garfield (2004), voor PC en PS2.
10. Garfield: The Search for Pooky (2005) voor GBA
11. Garfield & His Nine Lives (2006) voor GBA
12. Garfield Bound for Home (2006) voor de Nintendo DS.
13. Garfield: A Tail of Two Kitties (2006) voor Nintendo DS, PlayStation 2, en PC
14. Garfield: Saving Arlene (2006) voor PlayStation 2
15. Garfield's Nightmare (2007) voor Nintendo DS
16. Garfield: Movin' On Up (2007) voor pc en karaoke-cd
17. Garfield Gets Real (2007) voor Wii and Nintendo DS

Daarnaast zijn op internet Garfieldspelletjes te vinden, onder meer op Garfields officiële website.

### Films
Een live-action-filmversie van de strip getiteld Garfield: The Movie kwam in de Verenigde Staten uit op 11 juni 2004. Daar Lorenzo Music kort daarvoor was overleden werd acteur Bill Murray gevraagd voor de stem van Garfield.
Garfield's tweede live-action-film getiteld “Garfield: A Tail of Two Kitties” kwam uit op 23 juni 2006.
In november 2007 verscheen de computeranimatiefilm Garfield Gets Real.
In 2008 verscheen een tweede computeranimatiefilm, Garfield's Fun Fest. In 2009 volgde de film Garfield's Pet Force.
In 2024 kwam een nieuwe film van Garfield uit 'The Garfield Movie'. 

### Overig
- Een muziekcd getiteld Am I Cool or What?.
- ”Stuck on You” Garfieldpoppen met zuignappen waarmee hij aan een raam kan worden geplakt. Waren een tijd lang zeer populair voor autoruiten.
- Schoolspullen van Garfield.
- Knuffels en poppen van Garfield.
- Garfield is de mascotte van het attractiepark Kennywood. Dit park heeft ook twee Garfield attracties.

## Trivia
- Een veel voorkomende internetgrap is het weghalen van Garfields denkballonnetjes om de strip zo een meer surrealistisch uiterlijk te geven en de kijker in Jons perspectief te plaatsen.
- Jim Davis tekende zichzelf in de openingsbalk van de zondagstrip voor Garfields 10e verjaardag. Hij staat tussen Jon en Irma.
- Hoewel dit nauwelijks vermeld wordt, speelt Garfield zich volgens de televisiespecial Happy Birthday, Garfield af in Muncie, een gemeente in de Amerikaanse staat Indiana.